# Juan Marco Molines
Juan Marco Molines (València, 1 d'agost de 1932) ha estat un advocat i polític valencià, diputat a la primera i quarta legislatures de les Corts Valencianes.
Llicenciat en dret, va militar al Partit Demòcrata i Liberal del País Valencià i a UCD, on va ser candidat per la Circumscripció electoral de València a les eleccions generals espanyoles de 1977. Va ser responsable de la Delegació de Cultura i, per tant, dels estudis d'Aitana de TVE, en un moment en què va ser criticada per servir de corretja de transmissió d'UCD i de les tesis del blaverisme.
Posteriorment passa a militar a Alianza Popular, on fou elegit diputat a les eleccions a les Corts Valencianes de 1983. Fou vocal de la Comissió d'Educació i Cultura, de la Comissió Permanent no legislativa de Seguretat Nuclear, de la Comissió d'Estatut dels Diputats i de la Comissió Sindicatura de Comptes. Novament fou elegit diputat a les eleccions a les Corts Valencianes de 1995. Durant aquest període fou membre de la Comissió d'Educació i Cultura i de la Comissió Permanent no legislativa de Seguretat Nuclear.
Tanmateix es va fer famós per ser autor del recurs presentat contra la rehabilitació duta a terme entre 1983 i 1993 en el teatre romà de Sagunt per Giorgio Grassi i Manuel Portaceli Roig, i que va obtenir una sentència favorable del Tribunal Suprem d'Espanya en 2008.
En 2014 fou condemnat a un any de presó per apropiació indeguda de 12.805 euros d'un lloguer d'uns clients.